# 翡翠湖丘陵 (加利福尼亞州)
翡翠湖丘陵（英語：Emerald Lake Hills）是位於美國加利福尼亞州聖馬刁縣的一個人口普查指定地區。

## 地理
翡翠湖丘陵的座標為37°27′52″N 122°15′59″W / 37.46444°N 122.26639°W，而該地最高點為海拔高度158米（即518英尺）。

## 人口
根據2010年美國人口普查的數據，翡翠湖丘陵的面積為3.115平方千米，當中陸地面積為3.097平方千米，而水域面積為0.018平方千米。當地共有人口4278人，而人口密度為每平方千米1,373人。